# Pierrepont (Aisne)
Pierrepont ist eine französische Gemeinde mit 336 Einwohnern (Stand 1. Januar 2022) im Département Aisne in der Region Hauts-de-France; sie gehört zum Arrondissement Laon und zum Kanton Marle.

## Geografie
Die Gemeinde Pierrepont liegt etwa 16 Kilometer nordöstlich von Laon an der Souche, ihrem Nebenfluss Buze und den sie umgebenden Sumpfgebieten (Marais Saint-Boétien). Die Sümpfe und zeilenförmigen Torfstich-Restsee um Pierrepont sind Teil des Naturschutzgebietes Marais de la Souche.

## Bevölkerungsentwicklung
| Jahr      | 1962 | 1968 | 1975 | 1982 | 1990 | 1999 | 2006 | 2013 | 2022 |
| Einwohner | 380  | 361  | 368  | 370  | 394  | 379  | 392  | 402  | 336  |

## Sehenswürdigkeiten

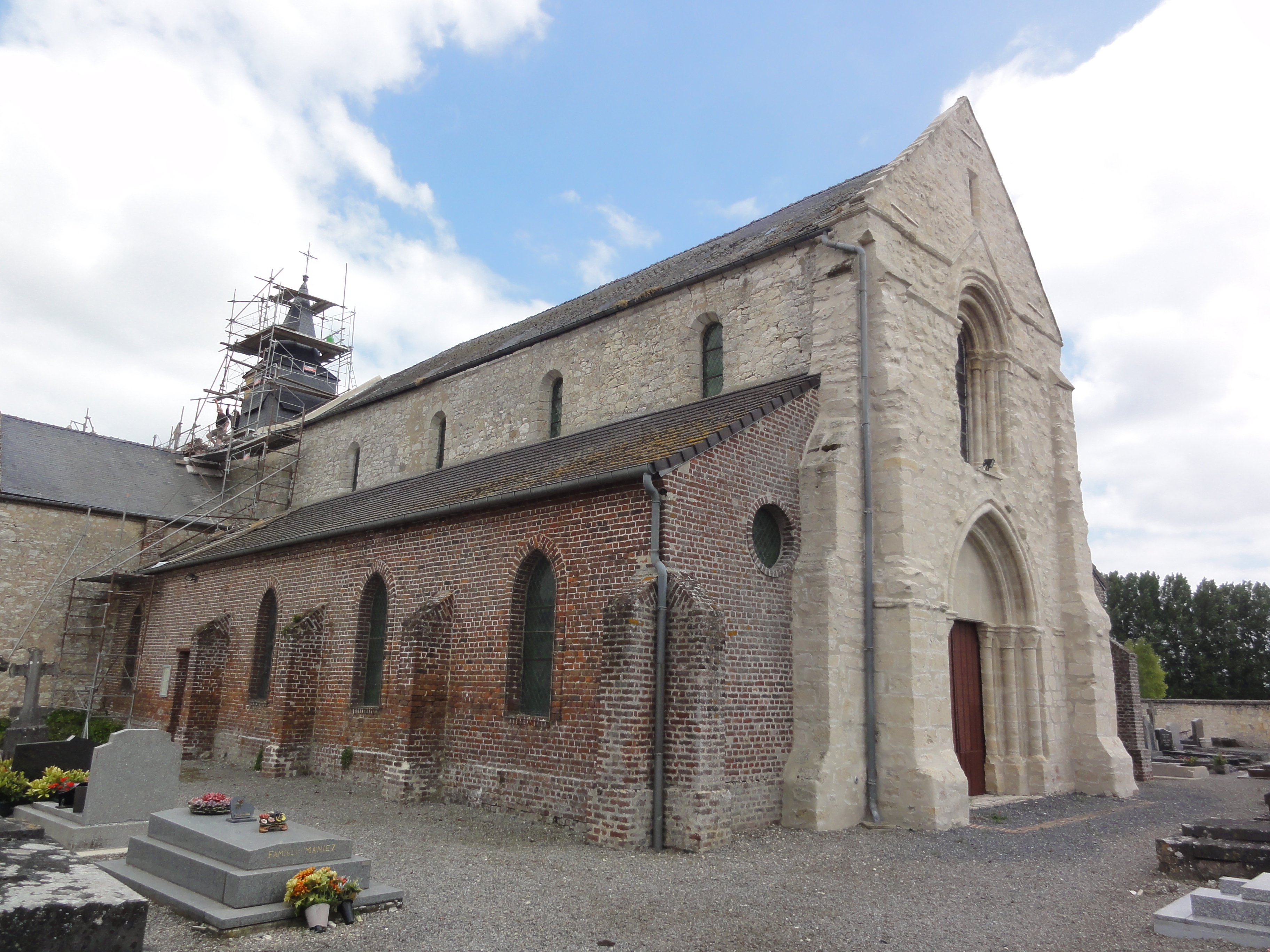
Kirche Saint-Pierre
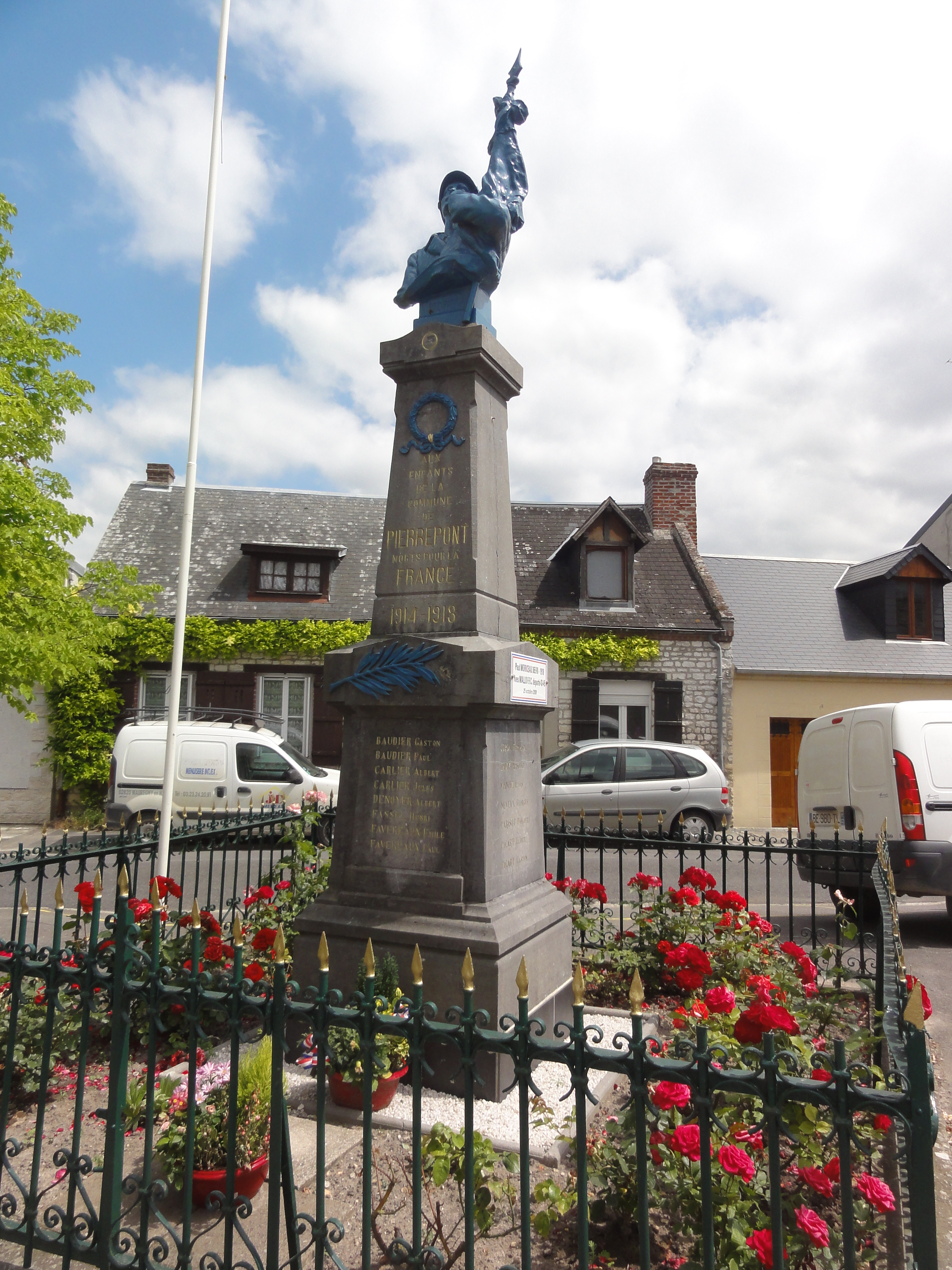
Gefallenendenkmal
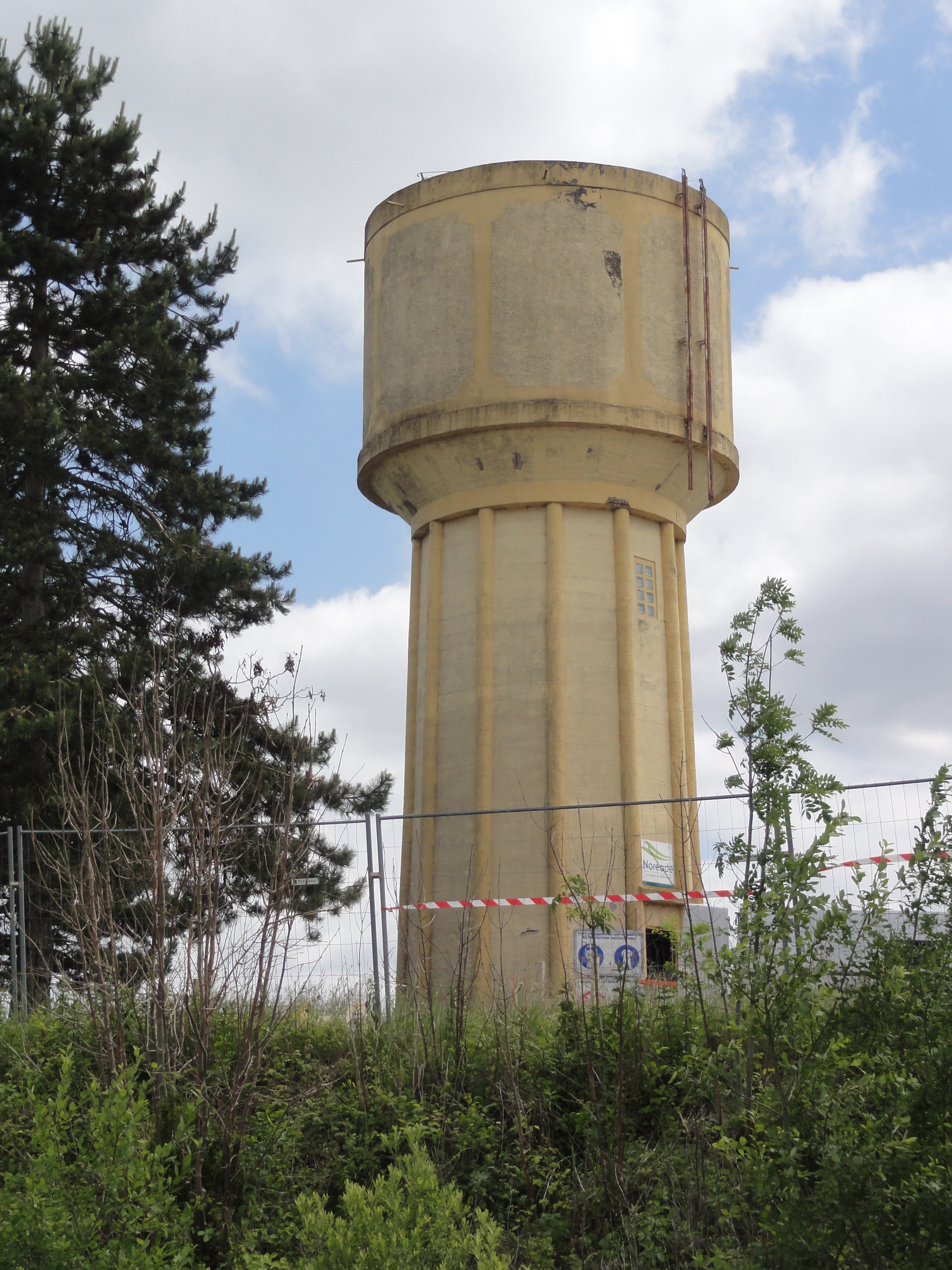
Wasserturm

- Kirche Saint-Pierre
- Gefallenendenkmal
- Wasserturm